# 버지니아주
버지니아주, 공식적으로는 버지니아 커먼웰스(영어: Commonwealth of Virginia)는 미국의 주이다. 매사추세츠주와 거의 비슷한 시기에 기초가 형성되었다. "버지니아"라는 이름은 "처녀 여왕"이라고 불린 잉글랜드의 엘리자베스 1세를 따라 붙여졌다. 북쪽으로 웨스트버지니아주, 메릴랜드주, 워싱턴 D.C.(포토맥 강을 끼고)와 접하며, 동쪽으로 체서피크 만과 대서양, 남쪽으로 노스캐롤라이나주와 테네시주, 서쪽으로 켄터키주와 웨스트버지니아주와 접한다.
대통령 조지 워싱턴, 토머스 제퍼슨, 제임스 매디슨, 제임스 먼로, 존 타일러, 재커리 테일러, 윌리엄 헨리 해리슨, 우드로 윌슨이 이 주 출신이다. 전통적인 공화당 지지 주였으나, 2008년과 2012년 대통령 선거에서는 버락 오바마의 승리 (존 매케인과 밋 롬니에게는 패배)로 끝난 주가 되었다.

## 역사

### 초기 역사
버지니아 지방에 첫 영국인 식민지 주민들이 도착하였을 때 3개의 주요 언어 단체의 아메리카 인디언들이 살고 있었다. 알곤킨어족의 일원인 포화탄 족이 해안 지대에 살고 있었다. 수족의 언어를 사용한 모나칸족과 피드먼트 고원을 차지하였다. 다른 수 족의 종족들은 제임스 강을 따라 살던 나하이산 족과 로노크 강을 따라 살던 오카니치 족을 포함한다. 체서피크 만 상부 근처에 살던 서스쿼해나 족, 남서부에 살던 체로키족과 남동부에 살던 노터웨이 족은 이로쿼이 어족의 언어를 사용하였다.
버지니아에 처음으로 정착한 유럽인들은 스페인 예수회의 단체였다. 1570년, 단체는 요여크 강에 선교지를 세웠다. 하지만 인디언들이 몇달 후에 정착지를 전멸하였다.
1584년, 잉글랜드의 여왕 엘리자베스 1세는 모험가 월터 롤리에게 아메리카에 식민지들을 설립하도록 허락하였다. 롤리와 다른이들은 곧 거기에 탐험대를 보냈다. 이 탐험은 너무 적은 공급 때문에 실패하였다. 역사가들은 현재 미국의 동부에 속하는 지역에 롤리가 "버지니아"라고 이름을 지었다고 생각한다. 그 이름은 "처녀 여왕"이라고 알려진 엘리자베스의 명예를 가린 것이다.

### 제임스타운 정착지

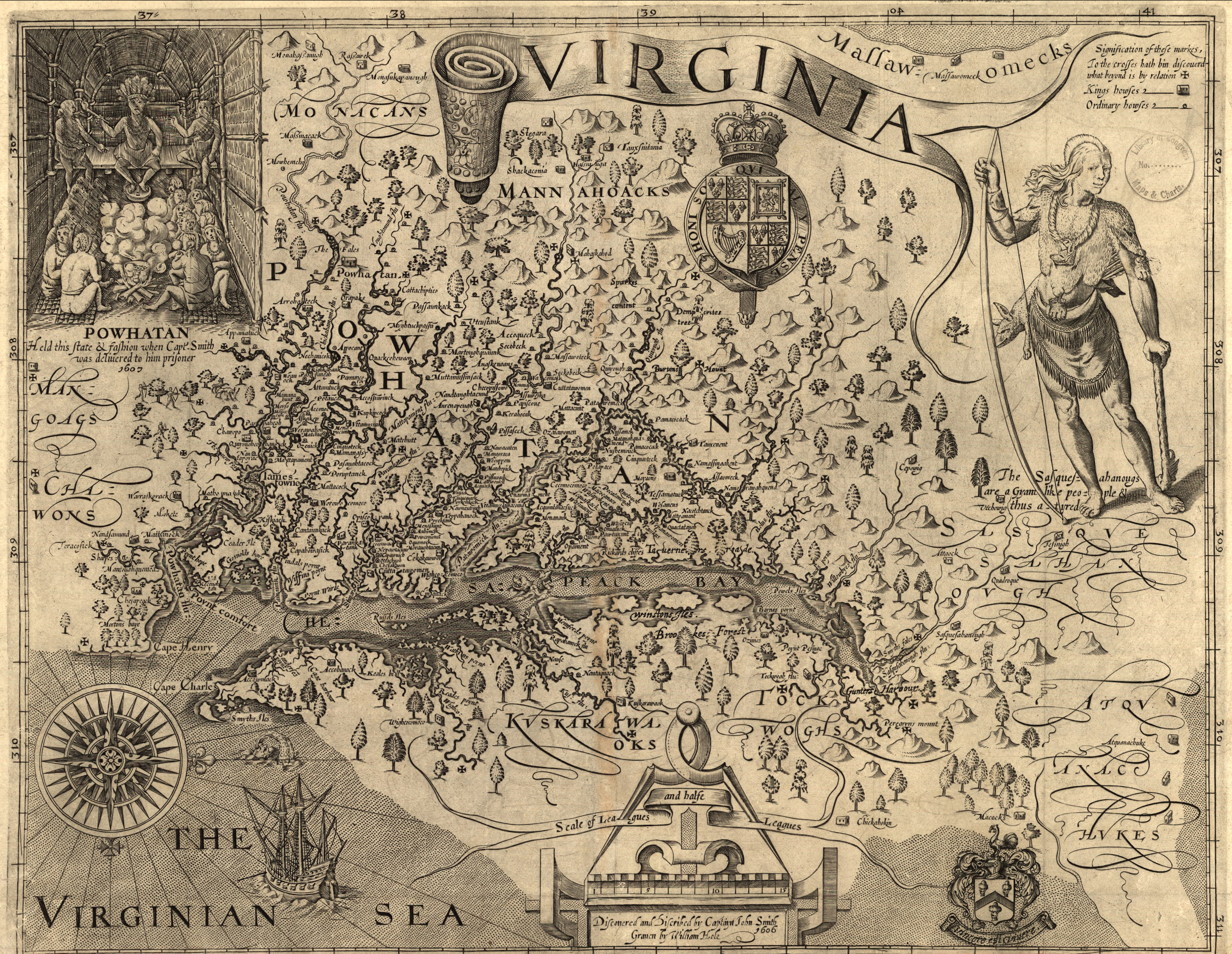
1606년 경의 버지니아 지도

1606년, 국왕 제임스 1세는 식민지화 목적을 위하여 런던의 버지니아 회사를 특허하였다. 1607년, 회사가 보낸 식민지 주민들은 제임스타운에 첫 영구적 영국인들의 정착지를 설립하였다. 존 스미스 선장이 이끌었던 식민지는 많은 어려움을 견디었다. 1609년, 스미스는 부상을 당하여 영국으로 돌아가야 하였다. 다가온 겨울에 많은 정착자들이 굶주리는 시간으로 알려진 그 시기에 식량의 부족으로 사망하였다. 봄에 용기를 잃은 식민지 주민들이 제임스타운을 떠나기 시작하였다. 그러나 그들은 햄턴 길들에서 총독 토머스 웨스트의 배들을 만났을 때에 돌아왔다. 배들은 공급 물자와 새로운 식민지 주민을 데려왔다. 웨스트가 영국으로 돌아간 후, 토머스 게이츠와 토머스 데일이 부총독을 지냈다.

### 식민지의 발전

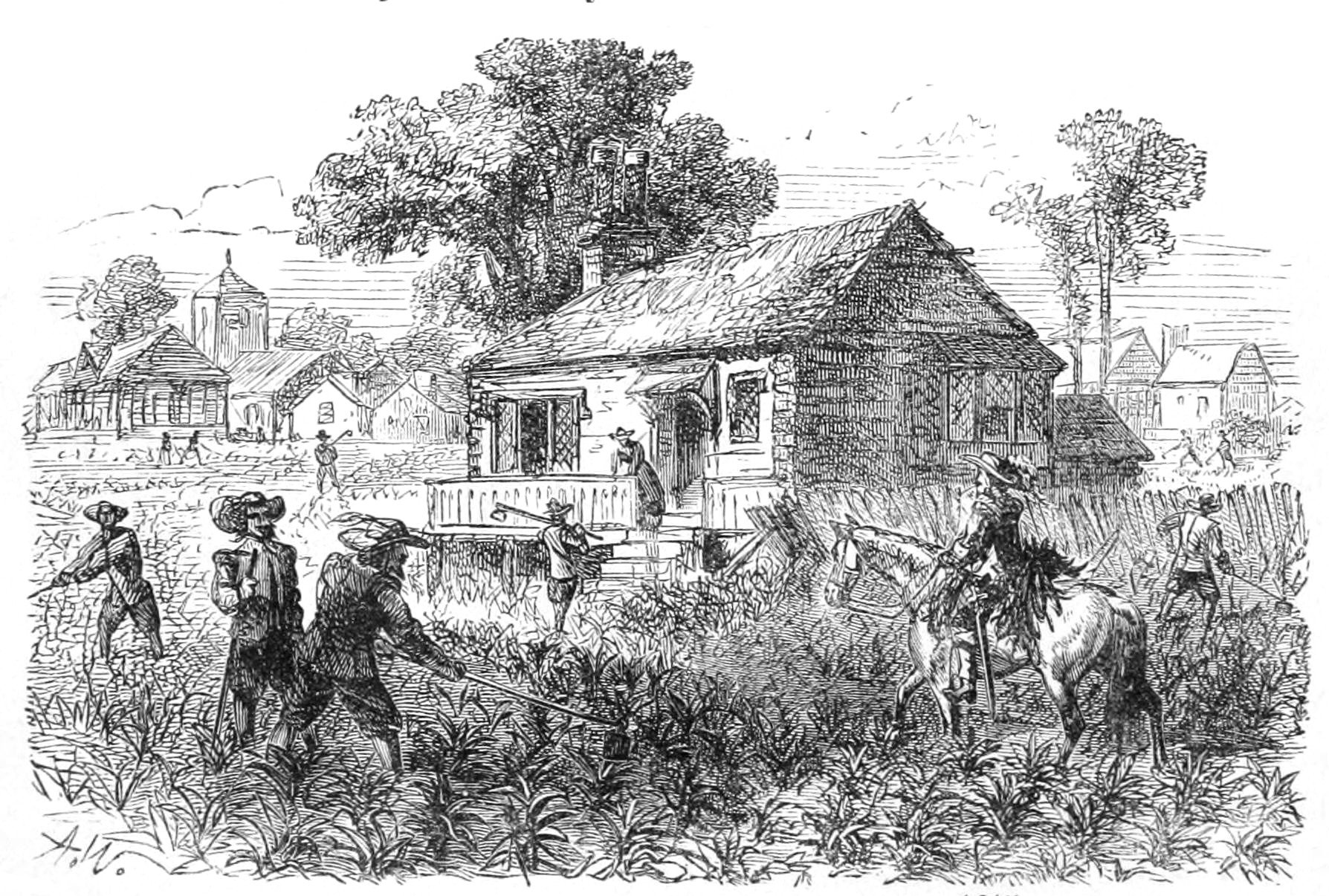
제임스타운의 담배 경작

식민지 주민들 중 하나인 존 롤프는 1612년 담배를 재배하기 시작하였다. 롤프는 서인도 제도로부터 담배의 종류를 소개하여, 보존 처리한 담배의 지방적인 방법에 향상시켰다. 또한 그는 담배가 성공적으로 수출될 수 있는 증명을 하기도 하였다. 1614년, 그는 제임스타운 주변의 인디언 동맹의 추장 포화탄의 딸 포카혼타스와 결혼하였다. 그들의 결혼은 인디언들과 식민지 주민들 사이에 평화의 시기를 가져왔다.
1619년에 들어서 모든 자유적인 식민지 주민들은 자신들 소유의 대지를 승인하였다. 그해에 버지니아 회사는 외로운 정착자들에게 부인을 제공하기 위해 식민지에 젊은 여성들을 보내는 계획을 세웠다. 그해에는 또한 네덜란드의 교역자들이 첫 아프리카인들이 데려왔다.
미국에서 첫 대표적인 입법부 하원이 1619년에 형성되었다. 그 첫 회의는 버지니아 회사의 지시를 받은 총독 조지 이어들리가 소집하였다. 하원은 총독과 그의 회의와 만나면서 식민지를 위한 법률을 만들었다. 이 법률을 만드는 주채는 버지니아 총회라고 불리었다.
1618년, 포화탄 추장이 사망하자, 1622년, 그의 뒤를 이은 오페챈카노 추장이 식민지 주민들에 대한 공격을 이끌었다. 인디언들은 300명 이상의 식민지 주민들을 살해하였다.

### 왕립 총독들과 크롬웰
1624년, 제임스 1세는 버지니아 회사의 헌장을 폐지하고 버지니아를 왕립 식민지로 만들었다. 이 식민지 주민들은 가끔 영국이 보낸 왕립 총독들과 싸웠다. 1642년부터 1652년까지 총독을 지낸 윌리엄 버클리 경은 식민지 주민들과 좋은 관계를 가졌다. 그러나 1652년, 버클리는 찰스 1세를 축출한 올리버 크롬웰의 통치로 버지니아를 항복하도록 강요되었다.
1652년부터 1660년 찰스 2세가 왕이 될 때까지 버지니아의 식민지 주민들은 자신들의 정부의 책임에 거의 완공할 수 있었다. 크롬웰 아래 자신들이 즐긴 정치적 자유의 앙심에서 식민지 주민들의 대부분은 영국의 왕당파에 충성으로 남아있었다. 왕당원으로 불린 훗날의 찰스 2세의 지지자인 어떤 영국인들은 버지니아에서 난민을 찾아냈다.
1660년, 버클리가 왕립 버지니아 회의를 통해 선출되었을 때에 찰스 2세는 그를 총독으로 재임명하였다. 버클리의 새로운 기간은 넓게 퍼진 불만을 가져왔다. 총독은 하원의 같은 의원들을 14년 동안 간직하였다. 버클리는 조수의 귀족 정치가 식민지를 다스릴 수 있도록 하였다. 이 단체는 부유한 동부 가족들의 우두머리들을 포함하였다.

### 서부로 확장

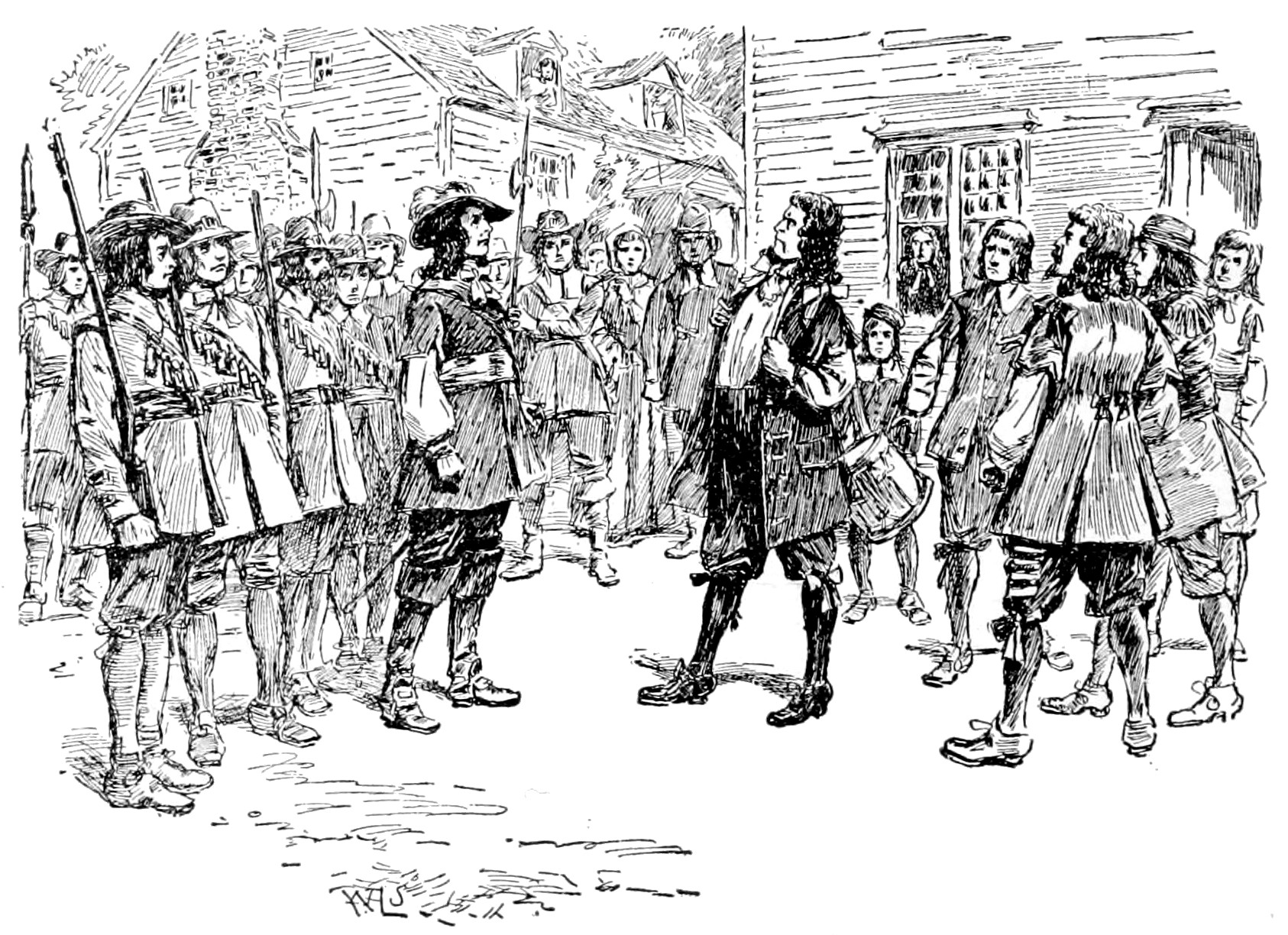
윌리엄 버클리에게 대항하는 내대니얼 베이컨

1600년대 중반에 들어서 많은 작은 농부들은 피드먼트 고원의 동부 가장자리에 서부로 밀려났다. 서부 농부들의 이득은 조수의 귀족 정치에서 나온 것과 달랐다. 서부인들은 인디언들로부터 보호와 약간의 정치와 경제적 규제를 원하였다. 그들은 거대하게 식민적 교약을 제한시킨 영국 정부의 항해력들을 보냈다. 불만스러운 식민지 주민들은 1676년 정부에 대항하는 반역을 일으켰다. 그들은 젊은 경작자 내대니얼 베이컨이 이끌었다. 1699년, 수도를 제임스타운에서 윌리엄스버그로 옮겼다.
1700년에 들어서 버지니아의 인구는 대략 58,000명이었고 가장 큰 북아메리카 식민지였다. 인구의 증가는 조수의 강들과 지류들에 놓인 모든 대지를 차지하였다. 그러므로 많은 개척자들은 피드먼트 고원, 대협곡과 산을 향하여 서부로 이주하였다. 펜실베이니아에서 온 독일인과 스코틀랜드-아일랜드인들도 대협곡에 정착하였다. 영국 식민지 주민들의 서부로 확장은 프랑스인들의 이득들과 투쟁하여 프렌치 인디언 전쟁으로 이끌었다.
1770년대 초반 동안에는 자주 일어나는 인디언의 급슥들이 서부 경계 지방에 걸쳐 테러를 퍼뜨렸다. 1774년, 이 공격들은 버지니아 총독 던모어의 백작 존 머리의 이름을 딴 "던모어의 전쟁"으로 불린 인디언들에 대항하는 캠페인으로 이끌었다. 1774년 10월 10일, 앤드루 루이스가 이끄는 버지니아군들의 단체는 현재 웨스트버지니아주에 속하는 포인트 플리전트에서 쇼니 족 인디언을 물리쳤다. 그러고나서 서부 버지니아에서는 인디언 공격들이 감소하였다.

### 독립의 경과
다른 많은 식민지 주민들처럼 버지니아의 지도자들은 식민지들의 동의 없이 영국 국회가 통과시킨 법률들 때문에 방해받았다. 대부분의 버지니아 주민들이 국왕에게 충성을 가졌어도, 그들은 자유에 호의를 가지고 자신들의 개인적 정세들을 통치하기를 원하였다. 패트릭 헨리와 토머스 제퍼슨 같은 버지니아의 지도자들은 식민지 주민들의 불평을 발언하는 길을 이끄었다. 패트릭 헨리의 결의는 1765년 식민지 주민들이 인지 조례에 대항하도록 분개시켰다.
1774년, 영국 국회는 1773년 보스턴 차 사건이 일어난 후, 보스턴 항구를 봉쇄하였다. 보스턴 식민지 주민들과 동정한 하원은 단식과 기도의 날을 항구 봉쇄의 날로 만들었다. 이 활동은 던모어 백작을 화나게 하였고, 그는 하원을 해산하였다. 그 의원들은 그러고나서 8월 1일에 윌리엄스버그에서 공식적인 허락이 없이 모임을 가졌다. 그들은 자신들을 첫 버지니아 집회라고 불렀다. 의원들은 첫 대륙 회의에 사절단을 선출하였다. 버지니아 사절단 페이턴 랜돌프는 의회의 의장으로 선택되었다.
1775년 3월 23일에 리치먼드의 세인트 존스 교회에서 열린 두번째 버지니아 집회에서 패트릭 헨리가 식민적 원인을 위한 자신의 항변을 만들었다.

### 독립과 주 지위

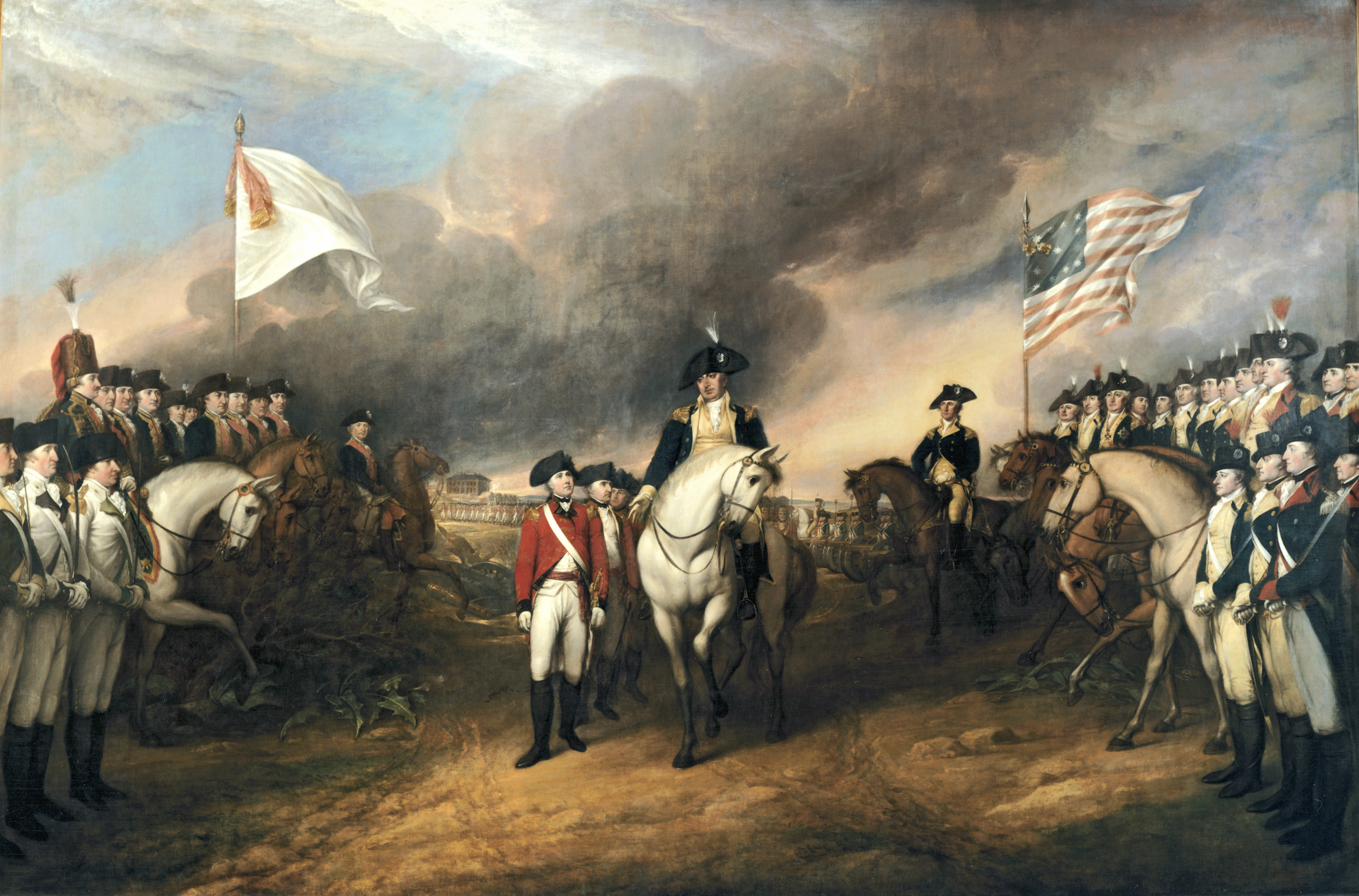
요크타운의 항복 (1781년)

1775년, 두번째 대륙 회의는 버지니아 주민 조지 워싱턴을 대륙군의 최고 사령관으로 임명하였다. 버지니아는 1776년 6월에 자신의 첫 헌법을 채택한 독립적인 연방주가 되었다. 헌법은 버지니아의 정치인 조지 메이슨이 쓴 권리 선언을 포함하였다. 패트릭 헨리는 연방주의 첫 지사가 되었다. 수도는 1780년에 윌리엄스버그에서 리치먼드로 옮겼다.
버지니아의 국민군들은 1776년 일부 작은 논쟁들 후에 식민지에서 던모어 백작을 몰아내었다. 또한 그해에는 식민지가 대륙 회의에 미국의 독립을 위한 결의를 대륙 회의에 제출하였다.
미국 독립 전쟁이 일어나는 동안에 버지니아의 주민들은 다른 남부 식민지에서 보다 더 큰 비율이 영국에 반대하였다. 후에 두번째 지사가 된 토머스 제퍼슨이 미국 독립 선언을 썼다. 버지니아는 또한 거대한 기마대 지도자 해리 리와 프리먼스 농장과 카우펜스 전투의 영웅 대니얼 모건에 공헌하기도 하였다. 1778년과 1779년 조지 로저스 클라크는 노스웨스트 준주에서 승리를 거두었다. 그의 군사들은 현재 일리노이에 속하는 영국령 카스카스키아와 카포키아, 그리고 현재 인디애나에 속하는 빈센즈에서 떨어져나왔다. 이 영토는 오랫동안 버지니아가 권리를 주장하였다. 1781년, 전쟁의 마지막 주요 전투는 요크타운에서 일어났다. 전투에서 콘월리스 장군이 조지 워싱턴에게 항복하였다.
1789년까지 13개의 식민지들은 느슨하게 연합 규약 아래에 가입되었다. 버지니아는 1778년 7월 9일에 규약을 찬성하였다. 규약을 받아들도록 메릴랜드를 설득하라는 명령으로 1781년, 버지니아는 노스웨스트 준주에 자신의 청구를 포기하는 약속을 하였다. 1784년, 버지니아는 포기를 하였다.
연합 규약은 곧 무효를 증명하였다. 제임스 매디슨과 다른 버지니아 주민들은 규약에 대신하여 미국 헌법을 제정하도록 지도하였다. 1788년 6월 25일, 버지니아는 헌법을 비준하였고, 합중국의 10번째 주로 승격되었다.

### 대통령들의 어머니

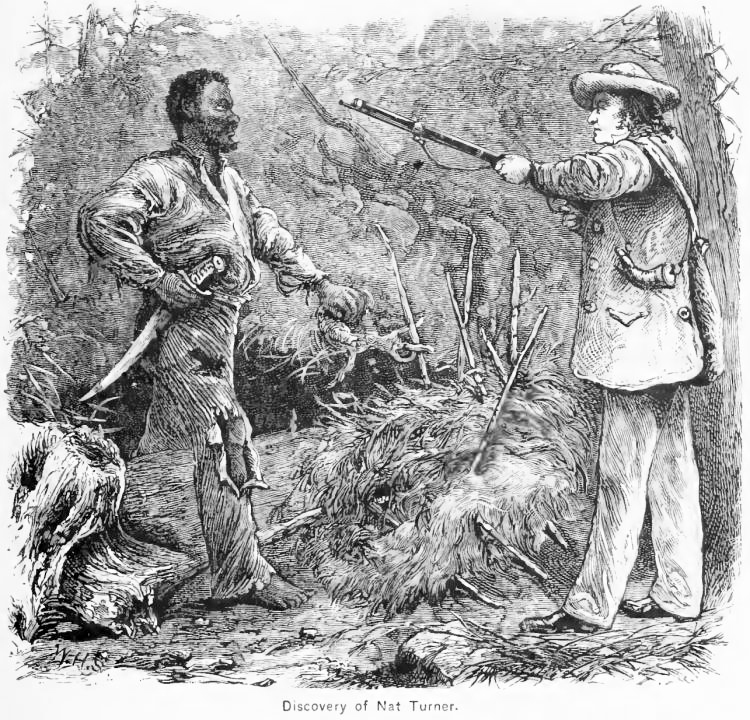
사로 잡히기 전의 내트 터너

버지니아주는 미국에게 첫 5명의 대통령들 중에 4명 - 조지 워싱턴, 토머스 제퍼슨, 제임스 매디슨과 제임스 먼로를 내었다. 워싱턴은 1789년 초대 대통령으로 선출되었다. 그는 토머스 제퍼슨을 초대 국무 장관, 에드먼드 랜돌프를 초대 법무 장관으로 임명하였다. 1792년, 버지니아의 가장 서부인 카운티들이 켄터키주가 되었다.
토머스 제퍼슨, 제임스 매디슨과 제임스 먼로는 가끔 "버지니아 왕조"로 불린다. 그들의 대통령 임기 동안에 그들은 새로운 나라를 강하게 하고, 거기에 새로운 영토를 추가하였다. 또 다른 버지니아 출신 존 마셜은 1801년부터 1835년까지 법원장을 지냈다.
1830년, 버지니아주는 거의 서부 카운티들에서 자라나는 불만의 결과로서 새 헌법을 채택하였다. 새 헌법은 서부인들에게 총회에서 더 많은 대표들을 주었다. 그러나 동부의 지도자글은 정부의 통제를 간직하였다.
1831년, 사우스햄턴 카운티에서 온 흑인 노예이자 설교자인 내트 터너가 유명한 노예 반란을 이끌었다. 대략 60명의 백인들이 살해되었는데, 미국 역사상 다른 노예 폭동들보다 더 많은 사상자를 내었다. 반란 후에 버지니아주의 입법부는 시험적으로 노예제의 폐지를 토론하였다. 그러나 노예제 폐지론자들이 패하였다.
1841년, 버지니아주 출신 2명이 더 대통령이 되었다. 윌리엄 헨리 해리슨과 존 타일러가 같은 버지니아 카운티에서 태어났다. 해리슨은 취임식이 끝난 지, 한달 후에 죽었고, 타일러가 대통령이 되었다. 멕시코 전쟁이 일어나는 동안에 버지니아주는 윈필드 스콧과 재커리 테일러 장군들을 포함한 주요 군사 지도자들을 내었다. 자신의 군사적 명예 덕분에 테일러는 1848년에 대통령으로 선출되었다.
서부의 카운티들은 지속적으로 정부의 개혁을 위하여 몰려들었다. 그들은 요구들은 1851년, 헌법에 합병되었다. 이 헌법은 모든 백인 남성들에게 투표하는 권리를 주었다. 또한 인기있는 투표를 통해 주지사와 주의 공무원들의 선거를 위하여 마련하였다. 그때까지 지주들 만이 투표할 수 있었고, 총회가 주지사를 선출하였다.

### 남북 전쟁과 재건

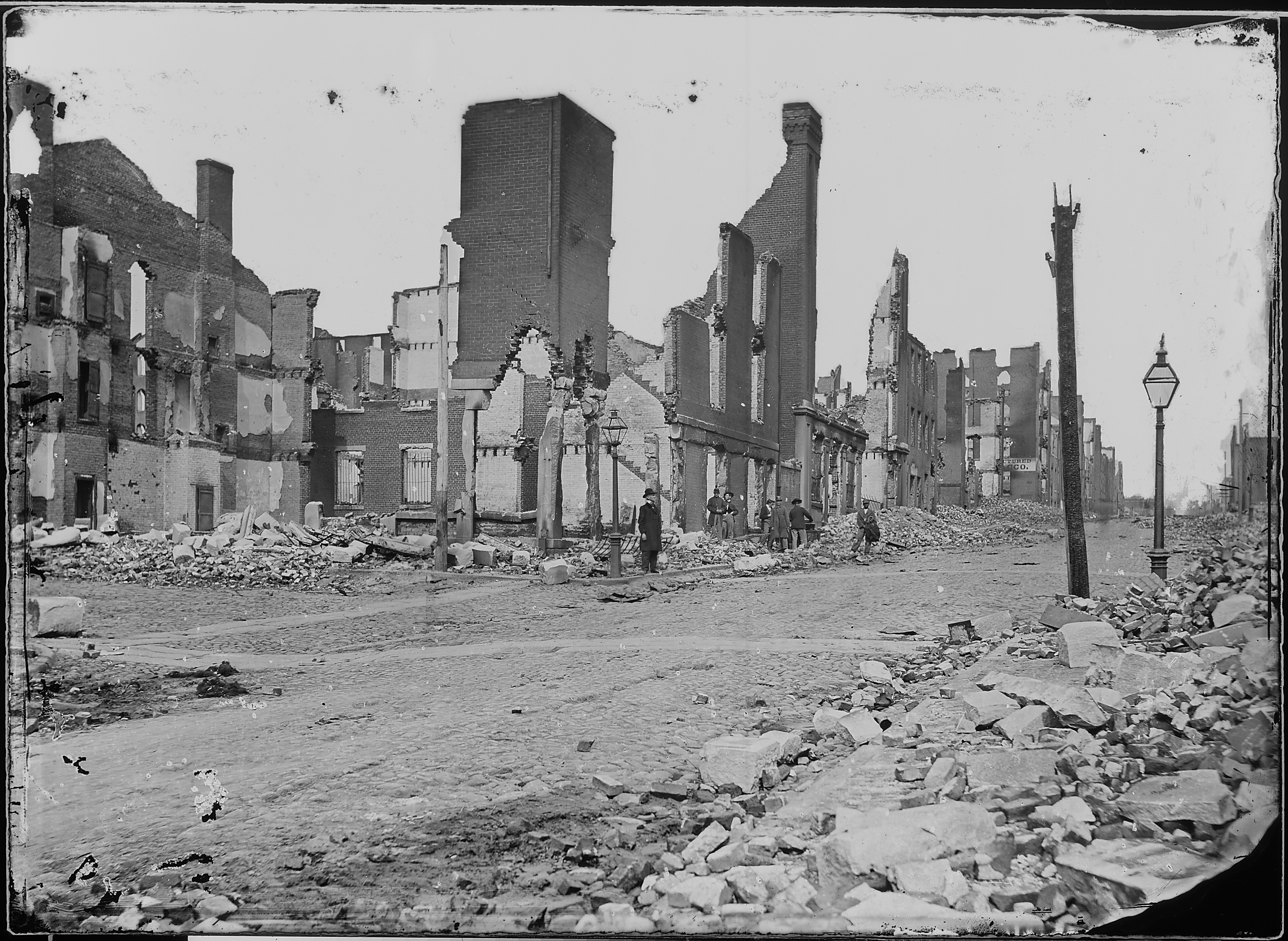
남북 전쟁 이후에 폐허된 리치먼드의 모습

1860년부터 1861년의 겨울 동안에 사우스캐롤라이나주와 다른 6개의 남부 주들이 합중국으로부터 탈퇴하였다. 그러나 버지니아주는 합중국에 남아있었다. 버지니아 주민의 대부분은 타협이 합중국을 살리고 전쟁을 막을 수 있다는 희망을 가졌다. 1861년 4월 15일, 에이브러햄 링컨 대통령이 군대를 청하였다. 이틀 후, 버지니아 회의는 합중국으로 탈퇴하는 투표를 하였다.
많은 서부 버지니아 주민들은 탈퇴로 동의하지 않으려 하였다. 그들은 합중국에 충성으로 남는 주의 북서부에 독립적 정부를 세웠다. 1863년 버지니아주의 북서부에 있는 48개의 카운티들은 웨스트버지니아주가 되었다. 2개의 다른 카운티들도 1863년 11월, 그들에게 가입하였다.
리치먼드는 1861년 5월부터 1865년 4월 북군에게 항복할 때까지 남부의 수도였다. 댄빌은 남군을 위한 마지막 본부로서 간단히 지냈다. 버지니아주의 로버트 E. 리는 남군의 두드러진 군사 지도자로서 명예를 오랫동안 유지했다. 주는 스톤월 잭슨, 조지프 존슨, 존 모스비, 조지 피켓과 젭 스튜어트를 포함한 다른 남군의 장군들을 공헌하였다.
남부는 버지니아 전투 장소들에서 위대한 승리를 거두었는데, 첫째와 두번째의 불런 전투, 잭슨의 협곡 캠페인과 프레더릭스버그와 챈슬러빌 전투였다. 다른 여러 주들보다 버지니아에서 더 많은 전투들이 벌어졌다. 북군은 되풀이적으로 리치먼드와 셰넌도어 계곡을 점령하려는 시도를 하였다. 이 비옥한 계곡은 남군의 곡창 지대로 알려졌다. 1862년, 모니터와 메리맥 사이에 벌어진 전투는 남북 해군의 첫 해전이었다. 이 해전은 해군의 교전에서 역전을 특징지었다.
독립 전쟁 처럼, 남북 전쟁도 버지니아에서 끝났다. 1865년 4월 9일, 리 장군은 애포머톡스에서 율리시스 S. 그랜트 장군에게 항복하였다.
전쟁이 끝난 후, 연방 정부는 1867년의 재건 결의서를 통과하였다. 아 결의서는 버지니아를 위한 새 헌법을 끌어올리도록 주의 헌법적 집회를 위하여 마련되기도 하였다. 판관 존 C. 언더우드가 이끄는 헌법적 집회는 그해 12월에 열렸다. 집회는 과격한 공화당원들이 통제하였고, 그 중에 4분의 1 가까운 의원들은 흑인들이었다. 헌법은 1869년 채택되어 흑인들에게도 투표할 권리를 주었으며, 공공 학교들의 주 전체 시스템을 마련하였다. 버지니아주는 1870년 1월 26일 합중국으로 편입되었다.
전쟁 후에 버지니아주를 향한 주요 문제는 대략 4천 5백만 달러의 빚이었다. 주는 빚을 내려 하는 주민들과 그중의 일부 만을 내려는 주민들로 갈라졌다. 1882년, 리들버거 법령의 통과에 관한 것을 가져오면서, 재정리당이 결국 승리하였다. 법령은 대략 2천 1백만 달러로 빚의 몫으로 감소시켰다. 후에 재판소의 결정은 웨스트버지니아주로 1천 4백만 달러를 배당하였다. 그 주는 빚이 획득될 때에 버지니아주의 일부로 지내왔다. 빚 논쟁이 진정된 후에 재정리당은 해체되었다

### 정부와 산업의 향상
버지니아주의 근대 산업은 1880년대 초반 동안 담배 공장, 면화 섬유 공장 지대와 조선소들이 지어질 때에 시작되었다. 1912년, 버지니아주 출신의 다른 남자 우드로 윌슨이 대통령에 선출되었다. 당시 국회 의원 린치버그의 카터 글래스는 연방 준비 은행 시스템의 아버지가 되었다.
1900년대 초반 동안에 많은 버지니아 주민들이 더 낳은 직업의 기회들을 찾으러 다른 주들로 이주하였다. 1920년대에 400,000명 이상의 주민들이 주를 떠났다.
헨리 F. 버드 1세는 1926년부터 1930년까지 주지사였다. 그는 학습 위원회의 추천을 주 정부를 재결성하는 데 이용하여, 더욱 유용하게 만들었다. 1933년, 버드는 미국 상원에 임명되어, 30년 이상이나 지내왔다. 이 시기를 통하여 버드는 버지니아주 정치의 주요한 역할을 하였다.
1930년대는 버지니아주에서 변화의 중요한 시기였다. 대공황 동안에 주의 연방 정부 활동들은 직업들을 창조하고, 주를 떠나는 인구가 흘러가는 것을 막는 데 도움을 주었다. 합성 섬유 산업들이 버지니아주의 많은 지역들에 설립되었다.
제2차 세계 대전은 수천명의 군복무 남성들과 여성들을 워싱턴 D. C.의 버지니아 외곽들과 노퍽 지역으로 데려왔다. 이 많은 사람들은 전쟁이 끝난 후, 버지니아주로 살러 돌아왔다. 1940년대와 1950년대 동안에 주는 연방 고용주와 새로운 산업의 고용주들을 포함한 새 주민들을 끌어들이기도 하였다. 1955년에 들어서 시골보다 더 많은 거주자들이 있었다.

### 학교에서 인종 차별의 폐지
1950년대 동안에 많은 버지니아주의 공동체들은 새로운 학교들을 지었다. 1950년대 후반에는 학교에서 인종 차별의 폐지의 논쟁이 비판적이었다.
1954년, 미국 대법원은 공공 학교에서 의무적 인종 분리가 비헌법적이라고 판결하였다. 1956년, 버지니아주의 입법부는 연방 법원들이 인종 차별을 폐지하라고 명령을 내린 여러 공공 학교들의 문을 닫기 위해 이른바 "단단한 저항" 법률을 통과시켰다. 1959년, 연방과 주 재판소들은 이 법률들이 무효하다고 선언하였다. 같은 해 알링턴 카운티와 노퍽의 공공 학교들은 주에서 처음으로 인종 차별 폐지를 한 학교가 되었다. 그러나 프린스 에드워드 카운티는 흑백인이 함께 다니는 것을 피하기 위하여 자신의 공공 학교들을 폐문하였다. 1964년에 재개하였으며, 1960년대 후반에 법원 결정들의 시리즈들이 주에서 인종 통합에 속력을 냈다.

### 지속적인 산업의 번창
1960년대 동안에는 버지니아주에서 산업이 지속적으로 확장되었다. 거대한 확장은 화학품, 의류, 전자 용품, 가구와 교통 수단의 제조업에서 일어났다. 1964년, 총회는 새로운 산업을 끌어들이기 위해 세금을 줄였다.
2억 달러의 채서피크 베이 다리-터널이 1964년에 개장하였다. 다리, 터널과 둑길의 이 시리즈들은 23 마일(37 킬로미터)나 넓혔으며, 노퍽 지역을 동부의 해안과 이었다.

### 정치적 변화
버지니아주의 정치적 생활은 1960년대 동안에 바뀌었다. 상원 헨리 F. 버드 1세가 이끄는 보수적 민주당이 버지니아 정치를 오랫동안 다스렸다. 그러나 버드는 1965년에 퇴직하였고, 선거들은 더욱 경쟁적이 되었다. 1966년, 버지니아의 투표자들은 온건적 민주당원 윌리엄 B. 스퐁 2세를 미국 상원에 선출하였다. 1967년, 윌리엄 F. 리드는 1891년 이래, 아프리카계 미국인 최초로 주 입법부에 선출되었다. 공화당도 1960년대 동안에 힘을 얻었다. 1969년, A. 린우드 홀턴 2세는 1869년, 이래 공화당으로서 처음으로 주지사로 선출되었다. 1970년, 투표자들이 주의 새헌법에 찬성하면서 1971년부터 발효되었다.

### 공해 문제
1970년대와 1980년대 동안에 도시 정착과 체서피크 베이를 따라 산업들의 위치가 공해와 농작물에 손해를 입히는 원인이 되었다. 물을 정화시키고, 위협을 받은 식물과 동물을 보호하는 노력들이 시작되었다.
제1의 탄광 지대의 주 버지니아주는 미국에서 석탄 사용의 감소로 인해 위기에 처했다. 이 상황은 석탄을 태우면서 넓게 퍼진 공해로 인해 일어났다. 과학자들은 공해 위험을 줄여 더 많은 석탄이 이용될 수 있게 되는 길들을 찾았다.

### 최근의 발전
1989년, 버지니아주의 투표자들은 더글러스 와일더를 주지사로 선출하였다. 와일더는 미국 주의 지사로서 선출된 첫 아프리카계 미국인이었다. 그는 1990년부터 1994년까지 하나의 기간을 지냈다.
버지니아주는 1990년대 말기를 통하여 2000년으로 들어가면서 강한 경제를 유지하였다. 이 일은 주의 경제가 폭넓은 기지를 가지고 있기 때문이다. 제조업, 농업, 관광업과 연방 정부의 활동들이 경제에 거의 공헌한다.
2007년 4월, 블랙스버그에 있는 버지니아 폴리테크닉 주립 대학교에서 총기난사 사건이 일어났다. 재미 교포 학생 조승희가 일으킨 이 사건은 27명의 학생과 5명의 강사들을 포함한 32명이 살해되고, 자신이 목숨을 끊기 전에 더 많은 사람들에게 상처를 입혔다.

## 경제

### 서비스업

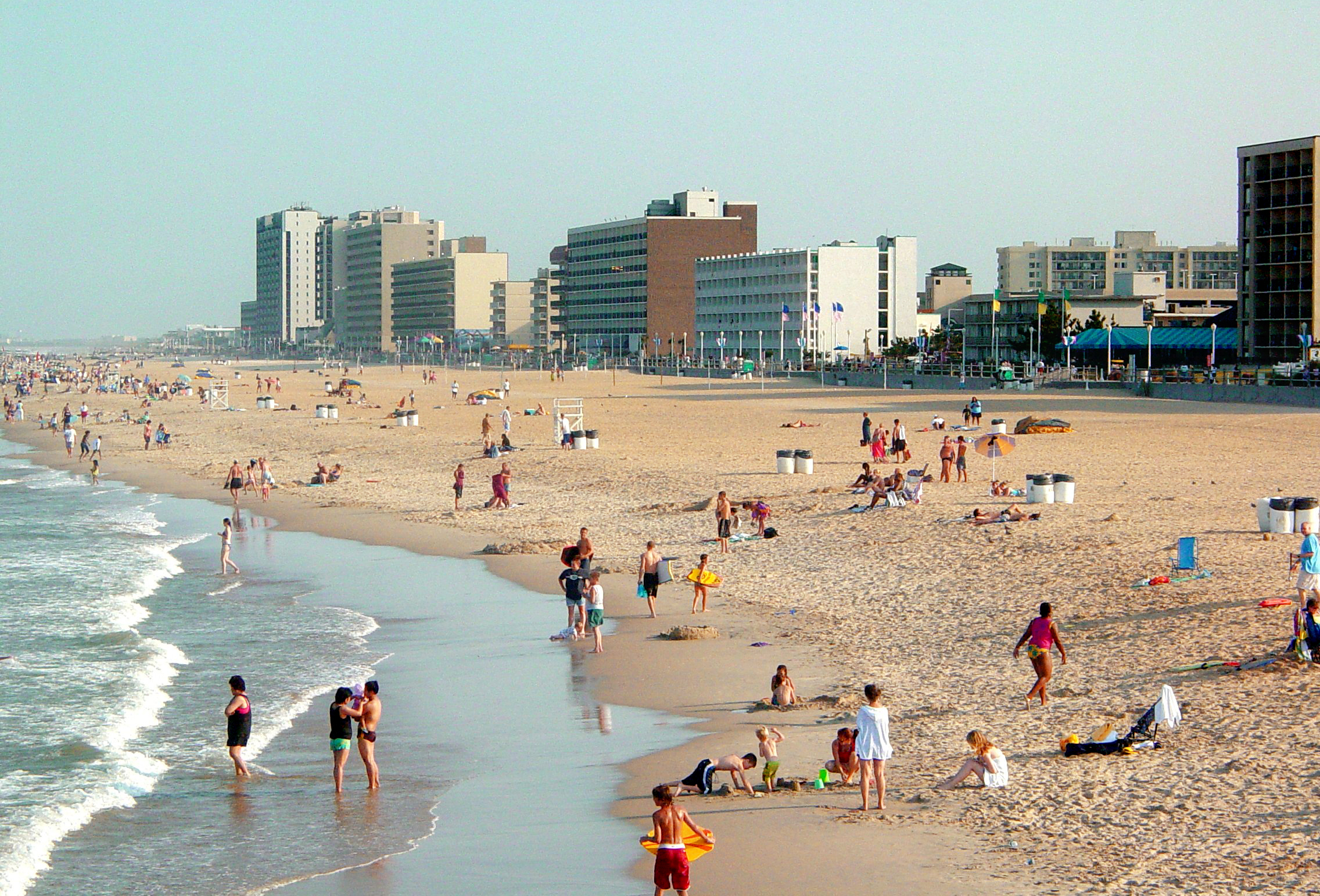
관광업은 버지니아 비치 경제에서 중요한 부문이다.

서비스업은 버지니아주의 고용과 국내 총생산 둘다에서 대략 6분의 5를 차지한다. 서비스업은 리치먼드와 워싱턴 D. C. 근처에 있는 버지니아 비치-노퍽 지역들에 집중되어 있다.
연방 정부의 대리들은 많은 사무소들을 북부 버지니아에 두었다. 펜타곤이 알링턴에 있고, 미국 중앙정보국은 매클린에 본부를 두었다. 군사 기지들은 노퍽 해군 기지와 칸티코 해병대 기지를 포함한다. 컴퓨터 프로그램 작성자, 상담자, 공학자와 연구자들은 연방 정부로부터 비즈니스의 거의를 받는 편이다. 주 정부의 사무소들은 대부분 리치먼드에 있다.
리치먼드와 워싱턴 D. C. 근처는 주의 주요한 은행 중심지이다. 리치먼드는 미국 의회가 설립한 12개의 연방 은행들 중 하나인 피프스 연방 준비 은행의 본부이다.
관광객들은 버지니아주의 호텔, 리조트와 식당들을 위한 소득의 거의를 마련하는 주의 연안, 산과 도시 지역들을 방문한다. 일부 회사들은 버지니아주에 기지를 둔 전화 광고와 통신 판매의 운영을 두고 있다. 미국에서 가장 큰 철도 회사인 노퍽 서던이 버지니아주에 본부를 두었다.

### 제조업

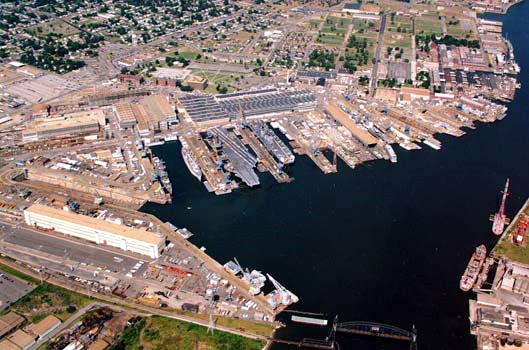
노퍽 조선소

음료와 담배 제품들은 버지니아주의 주요한 제조품들의 타입이다. 담배 제품들은 가장 가치 있는 부분이다. 주의 담배 산업 소득의 대부분은 리치먼드의 담배 공장으로부터 온다. 청량 음료와 맥주는 주의 몇몇 부분들에서 만들어진다.
화학품, 식품과 교통 수단들도 주요한 제조품들이다. 약품이 주요한 화학품이며, 엘크턴, 피터스버그와 리치먼드는 약품 공장 지대들이 있다. 버지니아주의 주요 식품들은 제과류, 낙농품과 정육 제품들을 포함하며, 스미스필드는 햄의 생산지로 유명하다. 셰넌도어 계곡은 많은 가금 가공 지대들을 가지고 있다. 보트와 선박, 자동차 부품과 트럭이 버지니아주에서 생산된다. 노스롭 그런맨 주식회사는 뉴포트 뉴스에서 세계에서 가장 큰 개인 소유의 조선소들 중 하나를 운영한다. 노퍽과 포츠머스도 조선소들을 가지고 있다.
버지니아주의 다른 제조품들은 컴퓨터와 전자 용품, 합성 금속 제품, 플라스틱과 고무 제품들을 포함한다. 과학적 산업들과 반도체들이 버지니아에서 주요한 컴퓨터와 전장 용품 타입이다. 합성 금속 제품들은 주로 린치버그 근처와 주의 만서부에서 제조되며, 타이어는 댄빌과 로노크 지역들에서 제조된다.

### 농업

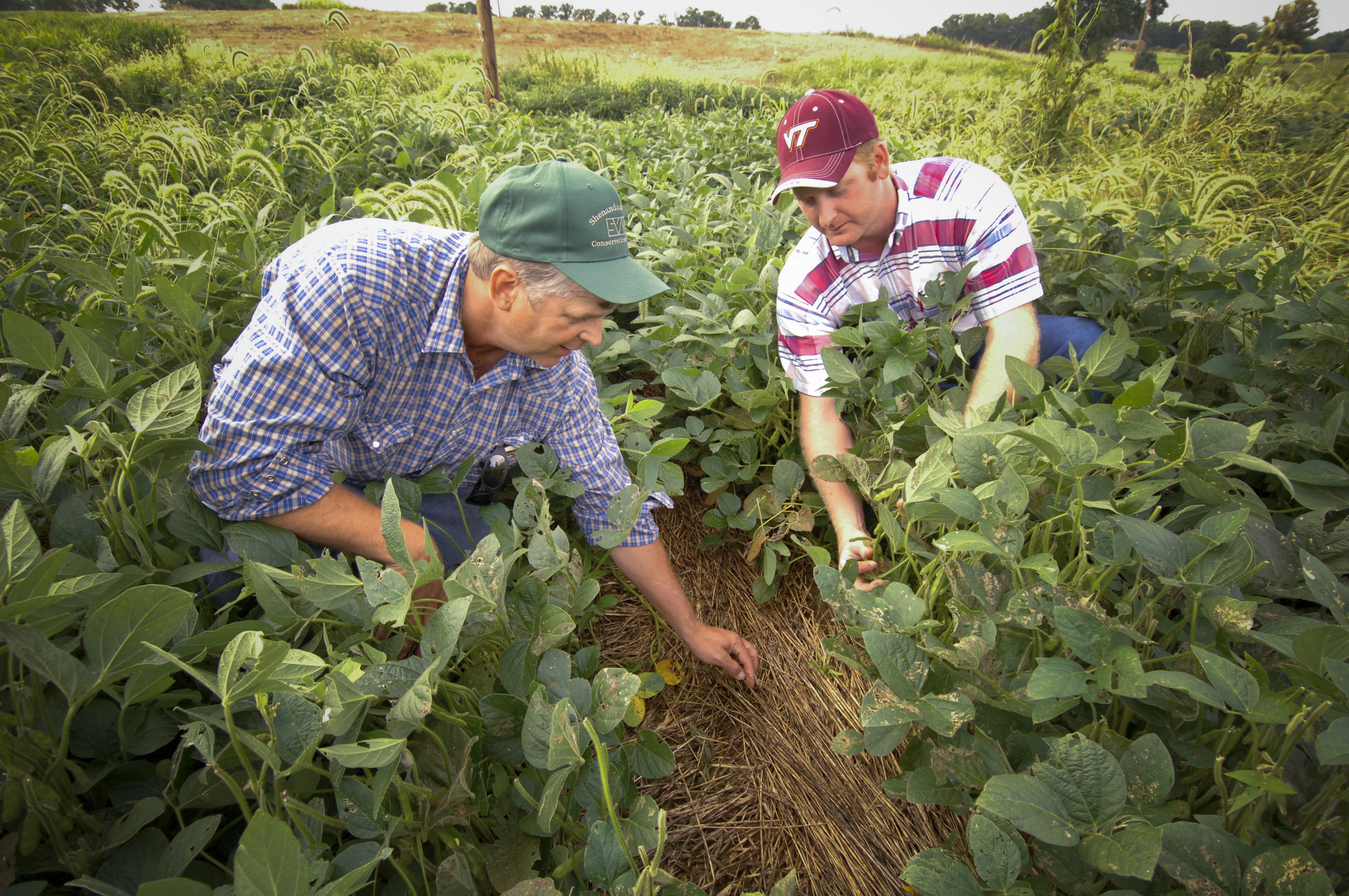
로킹햄 카운티의 농부들

버지니아주의 농장 지대는 주의 대략 3분의 1을 뒤덮고 있다. 가축과 축산물은 버지니아주 농장 소득의 대략 70 퍼센트를 마련한다. 닭은 주에서 가장 가치 있는 축산물이다. 육우, 낙농품과 칠면조는 버지니아 축산물들 중에 다음으로 와있다. 주의 북서부에 있는 로킹햄 카운티는 주요한 육우, 닭, 우유, 돼지와 칠면조의 생산지이다.
버지니아 경제의 기초를 둔 담배는 주의 가장 가치 있는 수확물들 중 하나로 남아있다. 농부들은 버지니아주의 수확지의 작은 부분에서만 담배를 재배한다. 담배의 대부분은 주의 남중부와 남서부에서 자란다. 주의 남동부에서는 옥수수와 콩을 생산한다.
온실과 종묘장의 산물들은 중요한 농산품들이다. 버지니아의 주요한 채소들은 감자, 강낭콩과 토마토를 포함하며, 채소 생산은 거의 동부 해안에서 이루어지고 있다. 셰넌도어 계곡의 과수원들에는 사과가 자란다.

### 광업

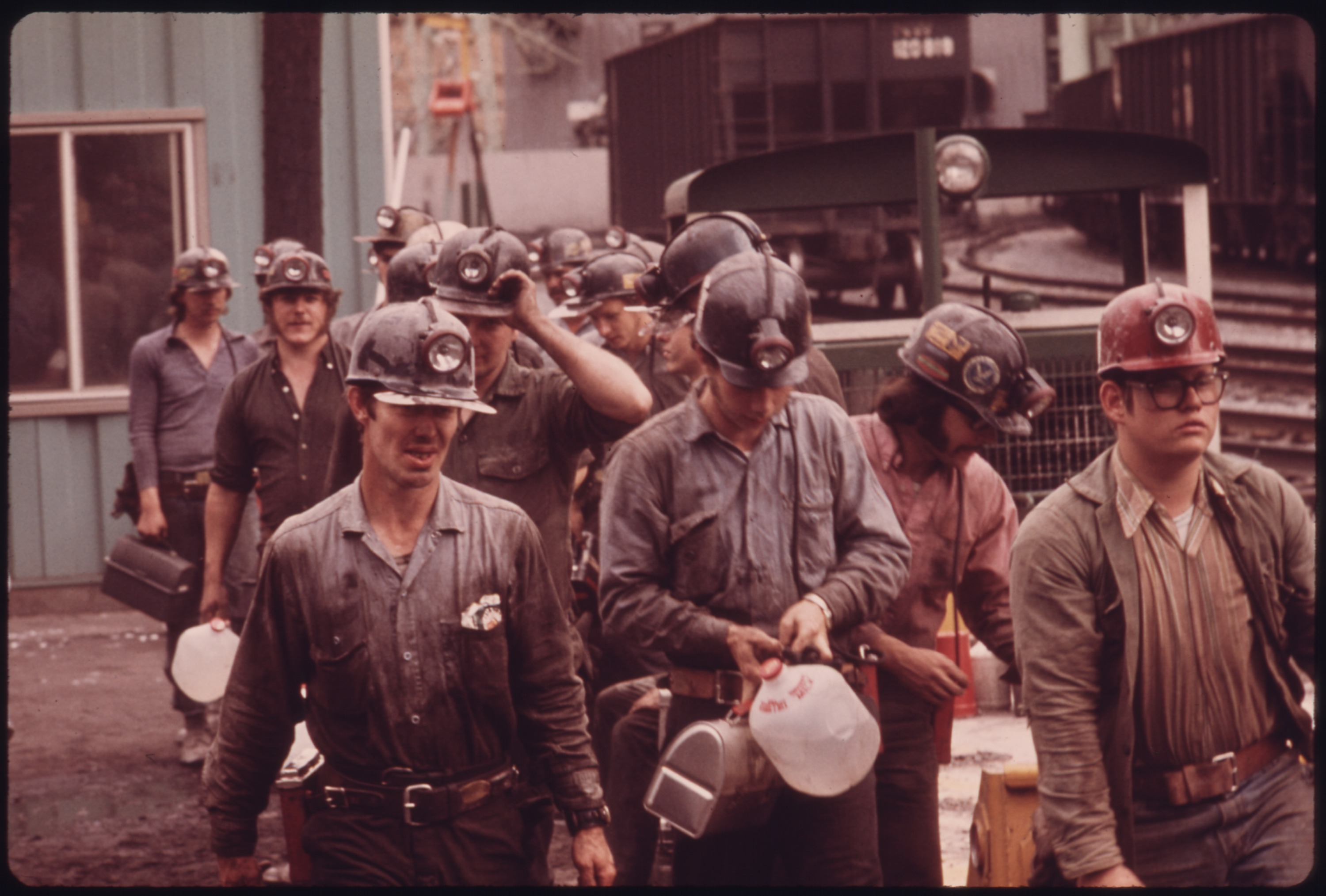
버지니아-포카혼타스 탄광의 광부들

석탄은 버지니아주의 주요 광물들 중 하나이다. 석탄의 대부분은 주의 남서부에 있는 뷰캐넌과 와이즈 카운티들에서 왔다. 대부분의 광산들은 지하이며, 역청탄을 생산한다.
깨진 돌과 천연가스도 또한 가치 있는이다. 버지니아주 카운티들의 대부분은 깨진 돌을 생산한다. 천연가스는 주의 서부에 있는 정들에서 왔다. 버지니아주의 다른 광물로는 시멘트, 점토, 석회암, 모래와 자갈이다. 버지니아주는 절연물로 쓰이는 남정석을 채굴하는 유일한 주이다.

### 수산업
버지니아주는 청어목과 가리비 생산의 주요한 주이다. 다른 중요한 수산물들은 대서양 우는 물고기, 푸른 게, 여름 가자미목 등을 포함한다.

## 정치

### 최근 각종 선거 결과

#### 대통령 선거
| 선거 연도 | 민주당              | 공화당              |
| --------- | ------------------- | ------------------- |
| 2000년    | 44.4% (1,217,290표) | 52.5% (1,437,490표) |
| 2004년    | 45.5% (1,454,742표) | 53.7% (1,716,959표) |
| 2008년    | 52.6% (1,959,532표) | 46.3% (1,725,005표) |
| 2012년    | 51.2% (1,971,820표) | 46.3% (1,822,522표) |
| 2016년    | 49.8% (1,981,473표) | 46.3% (1,769,443표) |
| 2020년    | 54.1% (2,413,568표) | 46.3% (1,962,430표) |

#### 주지사 선거
| 선거 연도 | 민주당              | 공화당              |
| --------- | ------------------- | ------------------- |
| 2001년    | 52.2% (984,177표)   | 47.0% (887,234표)   |
| 2005년    | 51.7% (1,025,942표) | 47.0% (912,327표)   |
| 2009년    | 41.3% (818,950표)   | 58.6% (1,163,651표) |
| 2013년    | 47.8% (1,069,789표) | 45.2% (1,013,354표) |
| 2017년    | 53.9% (1,409,175표) | 45.0% (1,175,731표) |
| 2021년    | 48.6% (1,600,116표) | 50.6% (1,663,596표) |

### 현직 주요 선출직 현황
| 직책   | 성명        | 소속 정당 | 다음 선거       |
| ------ | ----------- | --------- | --------------- |
| 주지사 | 글렌 영킨   | 공화당    | 2025년 11월 4일 |
| 부지사 | 원섬 시어스 | 공화당    | 2025년 11월 4일 |

### 주의회 정당별 의석 현황
| 직책    | 다수당            | 소수당            | 다음 선거       |
| ------- | ----------------- | ----------------- | --------------- |
| 주 상원 | 민주당 (21/40석)  | 공화당 (18/40석)  | 2023년 11월 7일 |
| 주 하원 | 공화당 (52/100석) | 민주당 (48/100석) | 2023년 11월 7일 |

## 주민
| 인구조사                           | 인구      | Note | %±    |
| ---------------------------------- | --------- | ---- | ----- |
| 1790년                             | 691,737   |      | —     |
| 1800년                             | 807,557   |      | 16.7% |
| 1810년                             | 877,683   |      | 8.7%  |
| 1820년                             | 938,261   |      | 6.9%  |
| 1830년                             | 1,044,054 |      | 11.3% |
| 1840년                             | 1,025,227 |      | −1.8% |
| 1850년                             | 1,119,348 |      | 9.2%  |
| 1860년                             | 1,219,630 |      | 9.0%  |
| 1870년                             | 1,225,163 |      | 0.5%  |
| 1880년                             | 1,512,565 |      | 23.5% |
| 1890년                             | 1,655,980 |      | 9.5%  |
| 1900년                             | 1,854,184 |      | 12.0% |
| 1910년                             | 2,061,612 |      | 11.2% |
| 1920년                             | 2,309,187 |      | 12.0% |
| 1930년                             | 2,421,851 |      | 4.9%  |
| 1940년                             | 2,677,773 |      | 10.6% |
| 1950년                             | 3,318,680 |      | 23.9% |
| 1960년                             | 3,966,949 |      | 19.5% |
| 1970년                             | 4,648,494 |      | 17.2% |
| 1980년                             | 5,346,818 |      | 15.0% |
| 1990년                             | 6,187,358 |      | 15.7% |
| 2000년                             | 7,078,515 |      | 14.4% |
| 2010년                             | 8,001,024 |      | 13.0% |
| 2019 (추산)                        | 8,535,519 |      | 6.7%  |
| 출처: 1860 1910–2010 2019 estimate |           |      |       |

2000년, 미국 인구 조사국은 버지니아주의 인구가 7,078,515명이라고 보고하였다. 1990년의 6,187,358명에서 14.5 퍼센트나 증가하였다. 2000년, 조사국에 따르면, 버지니아는 인구에서 50개들 중에 12번째로 와있다.
버지니아 주민의 대략 85 퍼센트는 주의 11개 메트로폴리탄 지역들에 산다. 이 메트로폴리탄 지역들은 블랙스버그-크리스천스버그-래드포드, 샬로츠빌, 댄빌, 해리슨버그, 킹스포트(테네시)-브리스톨(테네시)-브리스톨(버지니아), 리치먼드, 로노크, 버지니아 비치-노퍽-뉴포트 뉴스, 워싱턴 D. C.-알링턴-알렉산드리아 메트로폴리탄 지역을 포함한다.
버지니아 주민의 대략 20 퍼센트는 아프리카계 미국인이다. 대략 5 퍼센트는 히스패닉 계통이며, 다른 큰 인구 집단은 독일, 아일랜드, 영국 계통이다. 동남아시아에서 온 이민자들은 북부 버지니아에 살고 있다.
대한민국 동포들의 수도 많은 편이며, 애넌데일에는 60,000명의 한국인들이 거주하고 있다. 특히, 최근 한국에 많이 소개된 북버지니아의 '페어팩스'는 미국에서 가장 많은 아이비 리그 대학을 보내는 공립고교가 밀집한 미국의 강남 8학군으로 불리는 지역으로 최근 많은 한인 유학생들이 몰리고 있다. 이 지역 한인타운의 특징은 흑인타운과 밀접한 LA나 시카고, 차이나타운과 밀접한 뉴욕 지역 등 타 지역 한인타운과는 달리, 초창기 한인타운의 출발이 주미 대사관 직원 및 한국 대기업 가족, 특파원, 연구원들의 거주지역으로부터 출발해서 성장한 부유하고 안전한 백인타운 한가운데 자리한 한인타운이라는 특징이 있다.

## 같이 보기
- 버지니아 식민지